# Contracción (espacio métrico)
En matemática, una contracción o aplicación contractiva de un espacio métrico es una aplicación matemática f de un espacio métrico (M, d) en sí mismo ({\displaystyle \scriptstyle f:M\to M}) con la propiedad de que existe un número real {\displaystyle k<1} y no negativo tal que para todo x e y en M:

{\displaystyle d(f(x),f(y))\leq k\,d(x,y)}

El mínimo valor de k que satisface la relación anterior se llama constante de Lipschitz de f. Una aplicación contractiva se llaman a veces aplicaciones (de tipo) lipschitz. Si la condición anterior se satisface para {\displaystyle k\leq 1}, entonces la aplicación se denomina, no-expansiva. En términos no-técnicos, una aplicación contractiva aplica cualquiera de los dos puntos x e y de M a puntos situados más juntos de lo que originalmente estaban los puntos x e y.

## Contracciones y puntos fijos
Una contracción posee a lo más un punto fijo. Más aún, el teorema de Banach del punto fijo afirma que toda contracción sobre un espacio métrico completo tiene un único punto fijo, y por tanto para cada x de M la secuencia iterativa x, f (x), f (f (x)), f (f (f (x))), ... converge al punto fijo. Esta noción es muy útil en el contexto de los sistemas de funciones iteradas, donde se usan frecuentemente las contracciones. El teorema del punto fijo de Banach también se aplica para probar la existencia de soluciones de sistemas de ecuaciones diferenciales, y se usa para la prueba del teorema de la función inversa. Toda contracción es Lipschitz-continua y por tanto uniformemente continua.

## Generalizaciones
Más generalmente, el concepto de contracción puede ampliarse a aplicaciones entre diferentes espacios métricos. Por ejemplo, si (M,d) y (N,d') son dos espacios métricos, {\displaystyle f:M\rightarrow N} será una contracción si existe una constante k tal que {\displaystyle d'(f(x),f(y))\leq k\,d(x,y)} para todo x e y de M. Aunque en este caso no tiene sentido hablar de puntos fijos.